# 데이터 소거
데이터 소거(data erasure, 데이터 클리닝/data clearing, 데이터 와이핑/data wiping, 안티포렌식/Antiforensic)는 소프트웨어 기반 방식의 데이터 덮어쓰기로서, 하드 디스크 드라이브나 기타 디지털 미디어 상에 상주하는 모든 기계적 데이터를 완전히 소거하는 것이 목적으로, 여러 개의 0 및 1을 사용하여 장치의 모든 섹터 상의 데이터를 덮어쓴다. 기억 장치의 데이터를 덮어씀으로써 데이터는 복구 불가능한 상태로 변한다.
데이터 소거를 위해 설계된 소프트웨어는 다음과 같은 작업을 함으로써 이상적인 결과를 얻을 수 있다.
1. 고유한 요구에 따라 특정 표준의 선택을 허용하며
2. 덮어쓰기 방법론이 성공적이면서 장치 전체에 걸쳐 데이터를 제거한 것을 확인하는 과정을 제공한다.

영구적인 데이터 소거는 데이터 디스크 섹터에 직접적인 포인터를 제거만 하고 이후 일반적인 소프트웨어 도구들로 자료 복구가 가능한 기초적인 파일 삭제 명령의 기능을 넘어선다. 스토리지 미디어를 사용하지 못하게 만드는 디가우징과 물리적인 파괴와 달리 데이터 소거는 모든 정보를 제거하지만 디스크는 동작 가능한 상태로 유지시킨다. 새로운 플래시 메모리 기반 미디어 구현체들(예: 솔리드 스테이트 드라이브, USB 플래시 드라이브)은 데이터 소거 기법들이 나머지 데이터의 복구를 실패하도록 만들 수 있다.
소프트웨어 기반 덮어쓰기는 응용 소프트웨어를 사용하여 여러 개의 0, 여러 개의 1, 또는 의미 없는 임의의 의사 데이터를 하드 디스크 드라이브 섹터 전반에 기록한다. 데이터 소거와 기타 덮어쓰기 방식과의 주된 차이점을 이야기하면, 후자의 경우 데이터를 온전하게 유지시켜서 데이터 누출, 신원 도용, 규제 순응 달성 실패의 위험을 안고 있다는 것이다. 비록 1차례의 덮어쓰기가 현대의 하드 디스크 드라이브에 충분하다고 널리 인식되고 있지만 수많은 데이터 소거 프로그램은 수차례의 덮어쓰기를 제공함으로써 정부 및 산업 표준을 지원한다. 양호한 소프트웨어는 데이터 제거에 대한 확인을 제공하며 이는 특정 기준의 충족에 필수적이다.
손실되거나 도난당하는 미디어의 데이터를 보호하기 위해 일부 데이터 소거 응용 프로그램들은 비밀번호가 잘못 입력되는 경우 데이터를 원격으로 파괴한다. 데이터 소거 도구들은 또한 일련의 소거를 위해 디스크의 특정 데이터를 목표로 삼을 수 있으며, 이로써 소프트웨어 암호화보다 시간이 덜 소비되는 해킹 보호 방식을 제공한다. 드라이브 자체나 연동 컨트롤러에 포함된 하드웨어/펌웨어 암호화는 성능 하락이 전혀 없어 대중적인 솔루션으로 자리매김하고 있다.

## 표준
데이터를 소거하는 소프트웨어 기반 덮어쓰기에 대해 수많은 정부, 산업 표준들이 존재한다. 이러한 표준들을 충족하는 주된 요인은 데이터 덮어쓰기의 횟수이다. 또한, 일부 표준들은 모든 데이터가 하드 드라이브 전체에서 제거되었는지 확인하고 덮어쓰기 패턴을 관찰하는 방식을 요구한다. 데이터 완전 소거를 위해서는 숨어있는 영역(일반적으로 DCO, HPA, 리매핑된 섹터)을 고려하는 것이 좋다.
데이터 소거 소프트웨어는 사용자에게 덮어쓰기 절차가 적절히 완료되었음을 알려주는 유효성 확인을 제공해야 한다. 데이터 소거 소프트웨어는 숨어있는 영역의 제거의 요구사항을 충족해야 하며, 결점 기록 목록을 제공하고 덮어쓰지 못한 불량 섹터를 나열해야 한다.
| 덮어쓰기 표준                                                              | 날짜 | 덮어쓰기 횟수 | 패턴                                       | 참고                                                                      |
| -------------------------------------------------------------------------- | ---- | ------------- | ------------------------------------------ | ------------------------------------------------------------------------- |
| 미국 해군 Staff Office Publication NAVSO P-5239-26                         | 1993 | 3             | 문자, 보수, 임의값                         | 확인 절차는 필수이다                                                      |
| 미국 공군 System Security Instruction 5020                                 | 1996 | 3             | 모든 0, 모두 1, 모든 문자                  | 확인 절차는 필수이다                                                      |
| Peter Gutmann's Algorithm                                                  | 1996 | 1부터 35      | 다양함 (기타 나열된 모든 방식 포함)        | 원래 MFM 및 RLL 디스크를 위해 고안되었으나 지금은 구식 처리됨             |
| 브루스 슈나이어의 알고리즘                                                 | 1996 | 7             | 모두 1, 모두 0, 의사 임의 시퀀스 5번       |                                                                           |
| U.S. DoD Unclassified Computer Hard Drive Disposition                      | 2001 | 3             | 문자, 보수, 다른 패턴                      |                                                                           |
| German Federal Office for Information Security                             | 2004 | 2–3           | 일정하지 않은 패턴, 보수                   |                                                                           |
| Communications Security Establishment Canada ITSG-06                       | 2006 | 3             | 모두 1 또는 0, 보수, 의사 임의 패턴        | 미분류 미디어에 대해                                                      |
| NIST SP-800-88                                                             | 2006 | 1             | ?                                          |                                                                           |
| U.S. National Industrial Security Program Operating Manual (DoD 5220.22-M) | 2006 | ?             | ?                                          | 더 이상 방식을 특정하지 않음.                                             |
| NSA/CSS Storage Device Declassification Manual (SDDM)                      | 2007 | 0             | ?                                          | 디가우스 또는 파괴만 허용.                                                |
| Australian Government ICT Security Manual 2014 – Controls                  | 2014 | 1             | 임의 패턴 (15 GB를 초과하는 디스크에 한정) | 자기 미디어의 디가우스 처리. 1급 비밀 미디어는 파괴할 것.                 |
| New Zealand Government Communications Security Bureau NZSIT 402            | 2008 | 1             | ?                                          | 기밀(Confidential)까지의 모든 데이터에 한해                               |
| British HMG Infosec Standard 5, Baseline Standard                          | ?    | 1             | 임의 패턴                                  | 확인 절차는 필수이다                                                      |
| British HMG Infosec Standard 5, Enhanced Standard                          | ?    | 3             | 모두 1, 모두 0, 임의값                     | 확인 절차는 필수이다                                                      |
| NIST SP-800-88 Rev. 1                                                      | 2014 | 1             | 모두 0                                     | 현대의 자기 미디어에만 적용함. 더 일반적인 옵션으로 암호화 소거가 권장됨. |

## 같이 보기
- 자료 복구
- 전자 쓰레기
- 파일 삭제
- 보안